# Безбородова, Елена Анатольевна
Еле́на Анато́льевна Безборо́дова (род. 24 марта 1962, Москва) — советский и российский скульптор.

## Биография
Елена Безбородова родилась в 24 марта 1962 года в Москве, окончила Московскую центральную художественную школу (МСХШ) при Российской академии художеств в 1980 году, затем — Московский государственный академический художественный институт имени В. И. Сурикова в 1986 году (факультет скульптуры, педагоги —  народные художники СССР М. Ф. Бабурин, Л. Е. Кербель). С 1983 года — участник более 100 художественных выставок: всесоюзных, всероссийских, зарубежных, международных и персональных.
Елена Безбородова — заслуженный художник России (2009), заслуженный работник культуры Московской области (2004), член Союза художников России с 1989 года, председатель правления «Союза художников Подмосковья», с момента его создания в июле 2006 года по май 2008 года. Лауреат  национальной премии "Имперская культура" им. Эдуарда Володина (2022).
В 2004 году Российское государство преподнесло в дар знаменитой Александрийской библиотеке в Египте 3000 книг и скульптуру «Анна Павлова» Елены Безбородовой, которая была лично приглашена в Александрию на это торжественное мероприятие.
В 2000 году по инициативе Благотворительного фонда «Консул» Безбородовой была создана скульптура «Спецназ России», которая была передана в дар силовым министерствам и ведомствам, а также вручалась видным политическим и общественным деятелям: Рушайло В. Б., Куликову А. С., Буданцеву Э. В., Грызлову Б. В., Нургалиеву Р. Г., Ромодановскому К. О., Лужкову Ю. М., Кузьмину А. В., Куликову В. Г., Чекалину А. А., Клинцевичу Ф. А., Осипову А. Б., Суходольскому М. И. Скульптура стала символом спецназа России, её изображение находится на общественной медали «Спецназ России», а также на памятном знаке «Участник торжественного приёма в Кремле в честь сотрудников подразделений специального назначения федеральных органов Российской Федерации».
В 2006 году Безбородова создала главный приз — символ Международной выставки православного искусства «Свет Миру» скульптуру «Евангелист Лука». В июле 2007 года эта скульптура была вручена оргкомитетом выставки Святейшему патриарху Московскому и всея Руси Алексию II, по случаю прибытия в Москву Святых мощей апостола и евангелиста Луки.
По инициативе Международного Христианского фонда Десницы св. Иоанна Крестителя в 2006 году Безбородовой была создана скульптура «Иоанн Креститель», проект будущего монумента в новом храмовом комплексе в старой столице Черногории Цетине.
В 2005 году Е. Безбородовой был создан проект памятника воинам, отстоявшим Москву в 1941 году — «Превратились в белых журавлей», который был горячо одобрен губернатором Московской области Б. В. Громовым.
В 1995 году в Московском храме «Воздвижения Честного и Животворящего Креста Господня» было установлено «Распятие с предстоящими», созданное Безбородовой, которое впоследствии два раза мироточило. По поводу этих знаменательных событий было послано письмо Святейшему патриарху Московскому и всея Руси Алексию II, и получен ответ: «Рассматривать как милость Божию».
В августе 2013 Е. Безбородова находилась в Сирии в составе делегации российских женщин, представителей общественных организаций страны. На приеме российских женщин в резиденции президента Сирийской Арабской Республики его супругой Асмой аль-Асад, ей была передана в дар скульптура "Снятие с креста".
Елена Безбородова — автор 40 монументальных и декоративных произведений, установленных в Москве и городах России, в Великобритании. Среди них: памятник Святейшему Патриарху Тихону в Москве на территории храма Большое Вознесение; мемориальная доска кинорежиссёру Ларисе Шепитько в Москве; фонтан «Журавли» в усадьбе «Покровское-Глебово» в Москве; фонтаны «Георгий Победоносец», «Феникс», «Вакх» и барельефы «Весна», «Деметра» в главном офисе банка «Возрождение», в Москве; «Птица Сирин» в Луховицком районе Московской области; барельефные портреты членов экипажей В. Чкалова и М. Громова для монумента на аэродроме «Чкаловский» в Московской области; мемориальная доска «В. Л. Гайсёнок», на здании Делового центра Грузового порта Шереметьево II; скульптура «Лучница» в Улан-Удэ; барельеф «Мудрость, зрелость, наука» в Ульяновском Политехническом институте;мемориальная доска художнику Б.Ф. Французову во Владимире; мемориальная доска Е.С. Боткину на здании Военно-медицинской академии им. С.М. Кирова в Санкт-Петербурге; мемориальная доска А.С. Дрыгину на здании Законодательного собрания в Вологде; памятник Андрею Первозванному в Мордовии; памятник Дважды Герою Советского Союза летчику-истребителю А.Ф. Клубову в Вологде; Романовский Крест в городе Ист-Каус в Великобритании.

## Музеи и фонды
Музеи и фонды, в которых находятся произведения Елены Безбородовой:
- Александрийская Библиотека, Египет — «Анна Павлова» бронза, 2002
- Русский дом "Родина", Нью-Джерси, США — "Москва" бронза, камень, 2003
- Музей Победы на Поклонной горе — «Ветеранка» бронза, 1988
- Музей Москвы — «Возвращение блудного сына» бронза, 1992
- Музей-заповедник "Бородинское поле" — "Денис Давыдов" бронза, 2007
- Российский национальный музей музыки им. М.И. Глинки — "Сергей Рахманинов" бронза, 2006
- Дом Гоголя в Москве — "Москва" бронза, 2002
- Государственный биологический музей им. К.А. Тимирязева — «Гусь» бронза, 1990
- Государственный Дарвиновский музей — «Зелёная кобылка» бронза, камень, 2002; «Козлик рогатый» бронза, 1991
- Государственный музейно-выставочный центр "РОСИЗО" — «В поле» шамот, 1987
- Вологодская областная картинная галерея — «Вологодская песня» бронза, 1986; «Русский писатель Василий Белов» бронза, 2022;                                                                                                                                        "Народный художник РФ В.Н. Корбаков бронза, 1985; "Анна Павловна" бумага. карандаш, 1987; "Обед" бумага, уголь, 1986;                                                                                                                                                         "Мария Ильинична" бумага, тушь, 1986;"На крыльце" бумага , карандаш, 1987; "Ира" бумага , уголь 1986
- Калининградский областной музей изобразительных искусств — «Портрет Барболиной В.П.» бетон, 1986
- Домодедовский историко-художественный музей — «Бабка Дуня» бронза, 1988; «Иван Васильевич» бронза, 1988; «Косарь» бронза, 1988
- Мытищинский историко-художественный музей  — "Русский воин Евгений Родионов" бронза, 2013
- Историко-краеведческий музей Базарного Карабулака Саратовской области — "Устюжанка", бетон,1986
- Дирекция выставок Союза Художников России — «Вологжанка» бетон, 1987
- Художественный фонд России — «Музыка» бронза, 1990
- Московский областной музей Пожарной охраны — «После пожара» гипс, тон., 1988
- Собрание Святейшего Патриарха Московского и Всея Руси Алексия II — «Евангелист Лука», бронза, золочение, камень, 2006
- Собрание митрополита Санкт-Петербургского и Ладожского Варсонофия — «Иоанн Креститель», бронза, камень, 2006
- Собрание митрополита Будапештского и Венгерского Илариона — «Моление о чаше», бронза, 2007
- Собрание митрополита Крутицкого и Коломенского Ювеналия — "Серафим Саровский" бронза, камень, 2008
- Собрание митрополита Симферопольского и Крымского Тихона — "Лука Крымский" бронза, камень, 2016
- Благотворительный фонд «Консул» — «Спецназ России», бронза, 2001, «Прощание», бронза, 2004
- Собрание президента Сирийской Арабской Республики — "Снятие с креста" бронза, 1998; "Мир дому твоему, Сирия" бронза, камень 2014
- Собрание Савелия Ямщикова – «Деметра» бронза, камень, 2004
- Клуб героев Советского Союза – «Журавли» бронза, камень, 2011, приз Всероссийского конкурса "Новые песни о России"
- Рязанский региональный общественный фонд имени С.Н. Худекова - "Балет" бронза, 1983; "Баядерка. Наталья Макарова" бронза, камень, 2015
- В частных коллекциях России, Германии, Франции, США, Италии, Австрии, Венгрии, Сербии.

## Награды
Творчество Елены Безбородовой неоднократно освещалось в печати, на радио и показывалось по телевидению. Она награждена медалью «В память 850-летия Москвы», дипломом Российской Академии Художеств, дипломом Действительного члена Русской Академии наук и Искусств, дипломом Профессора Академии проблем безопасности, Обороны и Правопорядка, медалью «Лауреат ВВЦ», нагрудным знаком «Спецназ России», дипломом выставки-форума «Культурная реальность Подмосковья»; дипломом павильона «Культура» ВВЦ; грамотой Администрации городского округа Химки Московской области, грамотой Международной выставки православного искусства «Свет миру».